# مدرسة الكونغ فو
مدرسة الكونغ فو ((باليابانية: 鉄拳チンミ، بالروماجي: Tekken Chinmi)، (بالإنجليزية: Iron Fist Chinmi)‏) هو مسلسل رسوم متحركة ياباني (أنمي) من إنتاج عام 1988.

## الأبطال
- سامبي : بطل المسلسل حلمه أن يعرف جميع أسرار رياضية الكونغ فو وهو نشيط وقوي وسريع وذكي.
- كينتان : صديق سامبي ورابسو وهو قوي البنية ويحب الطعام وعصبي بعض الشيء وسمين.
- رابسو : صديق سامبي وكينتان وهو مثقف يحب قراءة الكتب ويخاف من الأماكن المرتفعة.

## شخصيات أخرى
- المعلم الكبير : وهو مالك مدرسة الكونغ فو العليا.
- المدرب هنكل : مدرب طاعن في السن ويحب الشرب كثيرا وهو أمهر مدرب كونغ فو في الصين ويعرف جميع اسرار الرياضة.
- كبير المدربين تارو : مساعد المعلم الكبير في المدرسة ويقيم التمارين والاختبارات للطلاب في المدرسة.
- المدرب روكاي : مدرب كونغ فو شاب له مهارات عديدة في رياضية الكونغ فو اكتسبها من خلال رحلاته التدريبية.
- المدرب كيندو : وهو المدرب الذي رشحه المعلم الكبير ليعطي تدربيات الجبل العميق للطلاب المتأهلين في الاختبارات.
- رايكي : فتاة مشاكسة وتحب عمل المقالب لسامبي ورفاقه وهي تغار من راي لان سامبي وكينتان ورابسو يهتمون لامر راي ولا يهتمون لامرها.
- سيراي : شاب هادئ وخجول ولكنه قوي وهو ماهر في استخدام العصا معلمه المدرب راموي.
- راموي : مدرب كونغ فو باستخدام العصا وهو أمهر من استخدم العصا في الصين.
- مايرين : اخت سامبي لديها مطعم تديرة في القرية ولا تريد من سامبي ان يتعلم الكونغ فو لسبب قديم ولكنها ترضخ للامر الواقع في النهاية.
- راي : فتاة يتعرف عليها سامبي مصادفة ويساعدها سامبي هي واباها من ظلم الاشرار وهي معجبة بقوة سامبي.
- الملاكم شتاينر : ملاكم محترف وهو من البحارة يتحدى سامبي في منازلة شريفه بسبب ان سامبي هزم اثنين من رجاله بسبب انها سطوا على تفاح راي.
- ريكو : قرد ذكي يرافق سامبي في كل مكان ويساعده في قتالاته بعض الاحيان.
- دينكو : شاب ضرير وهو ماهر في استخدام العصا على الرغم انه لا يبصر.
- رايو : طالب من طلاب المدرسة العليا للكونغ فو.
- تشيمي : طالب من طلاب المدرسة العليا للكونغ فو.
- روفي : طالب من طلاب المدرسة العليا للكونغ فو.

## وصلات خارجية
- مدرسة الكونغ فو على موقع ANN manga (الإنجليزية)